# Instituto Bairral de Psiquiatria
Instituto Bairral de Psiquiatria é um hospital psiquiátrico filantrópico que trata de enfermidades relacionadas à saúde mental. Localizado em Itapira, interior de São Paulo, é a maior clínica psiquiátrica da América Latina, e conta com uma área de quatrocentos mil metros quadrados.
O Bairral realiza atendimentos particulares e via Sistema Único de Saúde (SUS). Atualmente possui 6 frentes de atuação: Atendimento ambulatorial especializado em saúde mental, unidades de internações psiquiátricas, comunidade terapêutica, residência terapêutica, pesquisa e capacitação de profissionais.
É uma instituição filantrópica sem finalidade lucrativa. É gerida administrativamente por um Conselho Curador, um Conselho Diretor e um Conselho Fiscal. Os componentes desses órgãos são todos voluntários.
Possui, atualmente, cerca de 800 leitos, onde aproximadamente 500 são destinados ao SUS e o restante às demais unidades de tratamento, para pacientes particulares e de convênios. Seu quadro de funcionários compõe-se de cerca de 935 pessoas.

## História
Fundado em 1937 por Américo Bairral, no início o hospital atendia apenas enfermos indigentes que chegavam de regiões distantes. Sem qualquer fonte de renda, o Bairral dependia dos donativos das pessoas que se interessavam em ajudar a instituição.

## Comunidade Terapêutica Rural Santa Carlota
A Comunidade Terapêutica Rural Santa Carlota conta com 120 vagas destinadas ao público masculino, já tendo atendido mais de 2.000 dependentes. Nesta modalidade de tratamento, o candidato reside por todo o período do tratamento em uma comunidade supervisionada e instalada em uma fazenda com mais de 70 mil metros quadrados. Sua permanência é voluntária e o residente é submetido a um programa terapêutico baseado no respeito à dignidade por meio da cultura de paz e não violência.
Na Comunidade Terapêutica Rural Santa Carlota, a recuperação é alcançada por meio de um programa que conta com a ciência aliada à espiritualidade. Todos os dias se iniciam e se encerram com a prática da espiritualidade e, além disso, todo o tratamento é realizado com acompanhamento médico, clínico e social, com especial atenção para o manejo de crises e conflitos.
A duração do tratamento depende, mas normalmente dura cerca de 8 meses. Nesse período, o residente passa pelas fases de acolhimento, reabilitação, recuperação e reinserção social.